# Sloanea hainanensis
Sloanea hainanensis är en tvåhjärtbladig växtart som beskrevs av Merr. & Chun. Sloanea hainanensis ingår i släktet Sloanea och familjen Elaeocarpaceae. Inga underarter finns listade i Catalogue of Life.